# Copycat (canción de Billie Eilish)
«Copycat» —en español: «Imitador»— es una canción de la cantante estadounidense Billie Eilish. Se lanzó el 17 de julio de 2017, a través de Interscope Records y Darkroom Records, como parte de la promoción de su EP debut Don't Smile at Me (2017). La pista fue escrita por la cantante junto a su hermano Finneas O'Connell. Alcanzó la certificación de platino en Estados Unidos, Canadá y Australia, mientras que en el Reino Unido alcanzó la certificación de plata.

## Antecedentes y composición
En una entrevista con Genius, Eilish mencionó que escribió la canción con su hermano sobre una niña que copia todo lo que hace. Ella comentó «Escribo principalmente con mi hermano, en esta canción, estábamos en su habitación, y pensé," ¡Yo! Hay una chica jodida y ella sigue haciendo todo lo que yo hago. Y quizé escribir sobre eso». La canción fue escrita por Billie Eilish junto con Finneas O'Connell, mientras que la producción fue llevada a cabo por este último.

## Recepción comercial
«Copycat» alcanzó la posición doce en lista de canciones Billboard Bubbling Under Hot 100 de Estados Unidos. La canción más tarde se estrenó en la lista Alternative Digital Song Sales, también de Billboard. El sencillo logró la certificación de platino en Estados Unidos, Canadá y Australia, mientras que en el Reino Unido alcanzó la certificación de plata.

## Posicionamiento en listas
| Listas (2018-2019)                                        | Mejor posición |
| --------------------------------------------------------- | -------------- |
| Estados Unidos Bubbling Under Hot 100 (Billboard)         | 12             |
| Estados Unidos Alternative Digital Song Sales (Billboard) | 17             |

## Certificaciones
| País (organismo certificador) | Certificación | Unidades certificadas |
| ----------------------------- | ------------- | --------------------- |
| Australia (ARIA)              | Platino       | 70 000                |
| Canadá (Music Canada)         | Platino       | 80 000                |
| Estados Unidos (RIAA)         | Platino       | 1 000 000             |
| México (AMPROFON)             | 2× Platino    | 120 000               |
| Reino Unido (BPI)             | Plata         | 150 000               |

## Historial de lanzamiento
| País   | Fecha               | Formato                      | Edición  | Discográfica       | Ref   |
| ------ | ------------------- | ---------------------------- | -------- | ------------------ | ----- |
| Varios | 17 de julio de 2017 | Descarga digital y Streaming | Original | Interscope Records | [ 2 ] |